# Косозен
Косозе́н (каз. Қосөзен) — село у складі Ілійського району Алматинської області Казахстану. Входить до складу Караойського сільського округу.
У радянські часи село називалось Новий.
Населення — 4582 особи (2021; 2663 у 2009, 1464 у 1999, 1242 у 1989).